# Sampang jezik
Sampang jezik (ISO 639-3: rav; sampange rai, sangpang, sangpang gîn, sangpang gun, sangpang kha), sinotibetski jezik u zonama Sagarmatha (distrikt Khotang) i Kosi (distrikt Bhojpur) u Nepalu. Govori ga oko 12 000 ljudi (2001); po ranijim podacima 5 000 do 7 000 (1991 W. Winter).
Klasificira se istočnokirantskoj podskupini mahakirantskih jezika. Dijalekti su mu tana, halumbung (wakchali), samarung, bhalu, tongeccha, phali, khartamche i khotang. Većina ih govori i nepalski [nep]. Piše se devanagarijem.

## Vanjske poveznice
- Ethnologue (14th)
- Ethnologue (15th)